# Maradi, Raybag
Maradi là một làng thuộc tehsil Raybag, huyện Belgaum, bang Karnataka, Ấn Độ.